# ساموئل ویکتور پری
ساموئل ویکتور پری (انگلیسی: Samuel Victor Perry؛ زاده ۱۶ ژوئیهٔ ۱۹۱۸ درگذشته ۱۷ دسامبر ۲۰۰۹) یک اهل بریتانیا بود.